# Ljubka Genowa
Ljubka Genowa, bułg. Любка Ташева Генова,  (z domu Georgiewa, [Георгиева], ur. 25 października 1983 w Sofii) – bułgarska szachistka, mistrzyni międzynarodowa od 2003 roku.

## Kariera szachowa
Wielokrotnie zdobywała medale mistrzostw Bułgarii juniorek, w tym w latach 1992–2003 bez przerwy złote w kategoriach do 10, 12, 14 i 16 lat (w tych kategoriach dwukrotnie) oraz do 18 i 20 lat (po jednym razie). Była również wielokrotną reprezentantką kraju na mistrzostwach świata i Europy juniorek, zdobywając trzy srebrne medale, w latach 1993 (Bratysława – MŚ do 10 lat i Szombathely – ME do 10 lat) oraz 1995 (Paryż – MŚ do 12 lat w szachach szybkich).
Jest czterokrotną medalistką indywidualnych mistrzostw Bułgarii: złotą (2005), dwukrotnie srebrną (2001, 2009) oraz brązową (2007). W 2003 wystąpiła w drugiej reprezentacji kraju na rozegranych w Płowdiwie drużynowych mistrzostwach Europy, natomiast dwa lata później na kolejnych mistrzostwach Europy w Göteborgu wspólnie z drużyną zajęła IV miejsce.
W 2001 zdobyła w Stambule tytuł mistrzyni państw bałkańskich. W 2008 zajęła II m. (za Coriną-Isabelą Peptan) w rozegranym w mieście Braiła memoriale Marii Albuleț, wypełniając pierwszą normę na tytuł arcymistrzyni. W 2010 zwyciężyła w kołowym turnieju CMB Breizh Masters Women w Guingamp oraz podzieliła II m. (za Eleną-Luminițą Cosmą, wspólnie z Teodorą Traistaru) w kolejnym memoriale Marii Albuleț.
Najwyższy ranking w dotychczasowej karierze osiągnęła 1 maja 2010, z wynikiem 2293 punktów zajmowała wówczas 5. miejsce wśród bułgarskich szachistek.

## Życie prywatne
Mężem Ljubki Genowej jest bułgarski arcymistrz Petyr Genow. Para ma dwoje dzieci: Magdalinę (ur. 2004) oraz Walentina (ur. 2006).